# Festival Variations (Smith)
Festival Variations is een compositie voor harmonieorkest van de Amerikaanse componist Claude T. Smith. Het werk werd gecomponeerd in opdracht van de United States Air Force Band te Washington D.C.. De première werd verzorgd door dit orkest tijdens het 75-jarig jubileum van de Music Educators National Conference (MENC) in 1982.
Het werk is opgenomen door het Groot Harmonieorkest van de Belgische Gidsen onder leiding van Norbert Nozy.